# Кердемелиди, Валерий Панайотович
Валерий Панайотович Кердемелиди (род. 18 июля 1938, Москва) — советский гимнаст, призёр Олимпийских игр, чемпионатов мира и Европы, Заслуженный мастер спорта СССР, судья международной категории.

## Биография
Родился в 1938 году в Москве.
В 1960 году на Олимпийских играх в Риме стал обладателем серебряной медали в составе команды; в этом же году на чемпионате СССР завоевал серебряные медали в вольных упражнениях, упражнениях на коне, и бронзовую медаль в упражнениях на перекладине.
В 1962 году завоевал серебряную медаль чемпионата мира в составе команды; на чемпионате СССР этого года стал абсолютным чемпионом, а также завоевал серебряные медали в упражнениях на коне, кольцах, перекладине, и бронзовую — в вольных упражнениях.
В 1963 году завоевал две серебряные и три бронзовые медали чемпионата Европы, а на чемпионате СССР завоевал серебряную медаль в упражнениях на перекладине, и бронзовую — в вольных упражнениях.
В 1964 году стал серебряным призёром чемпионата СССР в упражнениях на кольцах и в опорном прыжке.
В 1965 году стал чемпионом СССР в упражнениях на перекладине.
В 1966 году вновь завоевал серебряную медаль чемпионата мира в составе команды.
В 1990-х годах был членом технической комиссии Европейского союза гимнастики.
Валерий Кердемелиди изображён на картине «Гимнасты СССР» академика Российской академии художеств Дмитрия Жилинского.

## Награды
- Медаль «За трудовое отличие» (16.09.1960) — за успешные выступления в XVII летних и VIII зимних Олимпийских играх 1960 года, а также за выдающиеся спортивные достижения[1]
- Медаль ордена «За заслуги перед Отечеством» II степени